# Henry Thillberg
Henry Thillberg (17. srpna 1930 – 6. února 2022) byl švédský fotbalista, který hrával na pozici záložníka.

### Externí odkazy

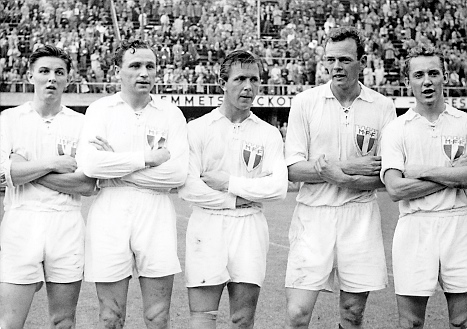
Hráči Malmö FF v roce 1955: zleva Charles Gustafsson, Henry Thillberg, Nils-Åke Sandell, Bengt Lindskog a Bertil Nilsson

## Fotbalová kariéra
Celou svou kariéru strávil v klubu Malmö FF, se kterým vyhrál jednou titul ve švédské první lize Allsvenskan (v sezóně 1952/53) a jednou prvenství ve Svenska Cupen (v téže sezóně).
Nastupoval za švédskou fotbalovou reprezentaci. Celkem odehrál v národním týmu 22 zápasů a vstřelil 8 branek, přičemž některé zdroje uvádějí 9 vstřelených branek.